# معركة عمورية
معركة عمورية كانت بين الخلافة العباسية والإمبراطورية البيزنطية في رمضان من عام 223 هـ الموافق لأغسطس من عام 838م . كانت هذه المعركة من أهم المعارك الإسلامية البيزنطية، وكان الجيش العباسي يُقَاد شخصيًا من قبل الخليفة المعتصم بالله الذي حكم فيما بين (218 هـ - 227 هـ) الموافق (833 م – 842 م) و كذلك كان الجيش البيزنطي بقيادة توفيل بن ميخائيل سليل الأسرة العمورية وثاني أباطرتها.

## خلفية تاريخية
في عام 214 هـ الموافق لـ 829 م اعتلى الشاب توفيل بن ميخائيل عرش الإمبراطورية البيزنطية، كانت الحروب بين المسلمين والبيزنطيين ممتدة على مدى قرنين من الزمن على فترات متقطعة. عُقدت هدنة دامت 20 عاماً بسبب الفتنة التي حصلت في عهد الخلافة العباسية بين الأمين والمأمون وبسبب أن الإمبراطورية البيزنطية كانت أيضًا منهكة بسبب الحروب السابقة.
كان توفيل طموحًا ومؤمنًا بعقيدة حظر الإيقونات التي تحرم تصوير شخصيات النصرانية وتمجيدها، ودعّم حكومته وسياسته الدينية بقوة جيشه. كانت الخلافة العباسية آنذاك فقد تعاني من خطر يهددها وهو خطر بابك الخرمي، ففي عهد المأمون كاد الخرمية بقيادة بابك أنْ يودوا بالخلافة الإسلامية العباسية، وحاول المأمون أن يقضي عليها؛ فأرسل الحملات لكنه تُوفي دون أن يُحقق أي نجاح، وانتقلت مهمة القضاء على هذه الفتنة إلى الخليفة المعتصم بالله ونجح في إخمادها، وكان بابك قد اتصل بتوفيل يطلب منه مهاجمة الخلافة الإسلامية العباسية التي انشغلت بقتالهم، وكان مما قاله له: «"إنَّ المعتصم لم يُبْقِ على بابه أحدٌ، فإنْ أردت الخروج إليه فليس في وجهك أحدٌ يمنعك"».
واستجاب ملك الروم توفيل بن ميخائيل لاستغاثة بابك، وجهَّز جيشًا يزيد قوامه على 100 ألف جندي، وسار به إلى الثغور، فهاجم المدن والقرى يقتل ويأسر ويمثِّل، وكانت مدينة ملطيَّة من المدن التي خرَّبها الملك توفيل، حيث قتل الكثير من أهلها، وأسر نساءها المسلمات، حتى إنَّ عددهن بلغ 1000 امرأة.
كان توفيل في معاركه هذه قد استعان بأشتات الخرمية وبقائدهم الذي كان اسمه نصر الذي تنصر وعُمّد واختار لنفسه اسم ثيوفوبس، وكان عدد الخرمية في جيش توفيل ما يقارب من 14 ألف جندي.

## السبب

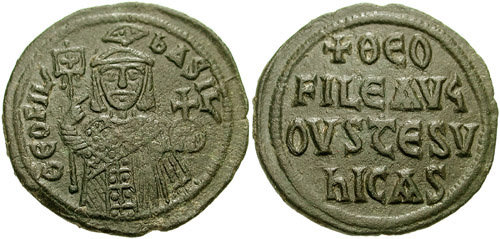
فلس من نوع جديد سكب وصنع احتفالاُ بانتصارات توفيل بن ميخائيل ضد العرب المسلمين عام 220هـ الموافق 835م في ثغري زبطرة وملطية، في وجه الفلس رسمت صورت توفيل وهو يرتدي التوفا (لباس الملوك) وفي الوجه الآخر نُقش توفيل أنت القاهر.

كان السبب الرئيسي هو رد كرامة امرأة عربية تدعى شراة العلوية. حسب المصادر العربية وبسبب هجوم الإمبراطور البيزنطي ثيوفيلوس الذي يسمى في المصادر العربية توفيل بن ميخائيل الذي حكم فيما بين (214هـ - 227هـ) الموافق(829 م -842 م) على ثغري ملطية (في تركيا حاليًا) وزبطرة في العام السابق للمعركة وقيامه بتخريبهما وأسر الكثير من النساء، فساء هذا المعتصم وقرر الأخذ بالثأر.

## أهمية عمورية
عمورية كانت أهم مدن الإمبراطورية البيزنطية وهي في غرب آسيا الصغرى (الأناضول حديثًا) وعمورية كانت مكان نشأة السلالة العمورية حكمت (205هـ - 253هـ) الموافق لـ(820م – 867م) التي كان منها إمبراطور الروم توفيل بن ميخائيل، وتروي المصادر العربية أن المعتصم جمع قادته وسألهم فقال: «أي بلاد الروم أمنع وأحصن؟ فقيل: عمورية، لم يعرض لها أحد من المسلمين منذ كان الإسلام، وهي عين النصرانية وبنكها؛ وهي أشرف عندهم من القسطنطينية».

## المسير للمعركة

خريطة توضح مسير القوات البيزنطية والعباسية خلال سنوات الحرب.

سار المعتصم إلى عمورية في جحافل كثيرة عديدة، وبعث أحد قواده ولقبه الأفشين واسمه حيدر بن كاوس إلى موضع يسمى سروج في جنوب تركيا حاليا، وأعد عدته وجمع جنوده، واختار الأمراء المعروفين بالحرب، فانتهى في سيره إلى نهر اللامس وهو قريب من طرسوس، وذلك في رجب من عام 223 هـ الموافق لمايو من عام 838 م.

## جيش الخلافة الإسلامية وتقسيمه
عند سروج قسم المعتصم جيشه إلى فرقتين:
- الأولى بقيادة الأفشين، ووجهتها أنقرة.
- وسار هو بالفرقة الثانية.
- بعث المعتصم أشناس بقسم من الفرقة التي يقودها إلى أنقرة ولكن من طريقٍ آخر، وسار هو في إثره، على أن يلتقي الجميع عند أنقرة.

## معركة أنزن أو دزمون
وقعت معركة أنزن أو دزمون في 25 شعبان عام 223 هـ الموافق 22 يوليو 838 م  ، بين الأفشين وتوفيل بن ميخائيل وهزم فيها الجيش البيزنطي وهرب توفيل إلى القسطنطينية.
وصلت أنباء الانتصار للمعتصم فواصل السير حتى التقت جميع أقسام الجيش عند أنقرة فدخلوها وكان أهلها قد هربوا منها بعدما سمعوا بهزيمة ملكهم توفيل، و تقوّى المعتصم بما فيها من زاد ومتاع.

## السير إلى عمورية
واصل سيره جنوبًا إلى عمورية ووصلت طلائع الجيش بقيادة أشناس في يوم الخميس 5 رمضان 223 هـ الموافق 1 أغسطس 838 م ووصل المعتصم بعدها بيوم. في هذه الأثناء وصلت شائعات إلى القسطنطينية بأن توفيل قُتل، فعندما رجع إلى القسطنطينية وجد نفسه أمام ثورة فانشغل بها ولم يستطع مساعدة عمورية لكنه أرسل للمعتصم يعتذر له عما حصل لملطية، ويبين أن ما حصل كان خلاف أوامره ويعده بأن يعيد الأسرى ويبني المدينة من جديد لكن المعتصم رفض هذا العرض، ولم يكتفي بذلك بل أسر الرسول وجعله يرى عملية الحصار بأم عينه.

## حصار عمورية
دام حصار عمورية 11 يومًا فقط وكان في هذا الحصن ثغرات ساهمت في دخوله، وهذا ملخص لما ورد في كتب التاريخ الإسلامي الكامل لابن الأثير والبداية والنهاية لابن كثير وتاريخ الرسل و الملوك للطبري.

### تقسيم الجيش
قسّم المعتصم الأبراج على قادة جيشه فعين لكل قائد برجا معينًا.

### اكتشاف ثغرة في بناء الحصن
كان هناك أحد الأسرى المسلمين كان قد تنصر وتزوج منهم، لكن لما رأى المعتصم والجيش الإسلامي رجع إلى الإسلام وخرج إلى الخليفة فأسلم وأعلمه بمكان في السور كان قد هدمه السيل وبني بناء ضعيفا بلا أساس، فنصب المعتصم المجانيق حول عمورية فكان أول موضع انهدم من سورها ذلك الموضع الذي دلهم عليه ذلك الأسير، حاول أهل عمورية سد هذا الثغر بالخشب الغليظ القوي لكن قوة المجانيق و كثرة الرمي هدمت السور فيما بعد.

### طلب النجدة من توفيل
كتب مناطس نائب البلد إلى توفيل يعلمه بشدة الحصار عليه ويطلب منه النجدة، وبعث ذلك مع رسولين، لكن تمكن الجيش الإسلامي منهما وأسرهما، وكان في هذه الرسالة معلومة مهمة، وهي نية مناطس الخروج فجأة على الجيش العباسي ومقاتلتهم.

### المعتصم يأخذ احتياطاته
أمر المعتصم عند ذلك بتجديد الحرس والاحتياط من خروج أهل عمورية بغتة وزاد المعتصم في المجانيق والدبابات وغير ذلك من آلات الحرب.

### استخدام جلود الأغنام لتسوية الخندق
كان المعتصم قد غنم عدد كبير من الأغنام قبل حصار عمورية وكان هناك خندق عميق محيط بعمورية فقرر المعتصم أن يفرق الأغنام بين الجنود وأن يأكل كل رجل رأسا ويجيء بملء جلده ترابا فيطرحه في الخندق، ففعل الناس ذلك فتساوى الخندق بوجه الأرض من كثرة ما طرح فيه من جلود الأغنام، ثم أمر بالتراب فوضع فوق ذلك حتى صار طريقا ممهدا، وأمر بالدبابات أن توضع فوقه.

### سقوط السور
وبينما الناس في الجسر المردوم، سقط السور الضعيف، لكن كان ضيقًا ولم يكن ما هدم يسع الخيل والرجال إذا دخلوا.
وقوي الحصار وقد وكَّلَ مناطس بكل برج من أبراج السور الأربعة والأربعين أميرا يحفظه، فضعف ذلك الأمير الذي هدمت ناحيته من السور عن مقاومة ما يلقاه من الحصار، فذهب إلى مناطس فسأله النجدة فامتنع من مساعدته بحجة انشغال الآخرين بمراقبة الأسوار الأخرى، فلما يئس منهم خرج إلى المعتصم ليجتمع به.

### الدخول لعمورية
ودخل المعتصم وجنده مدينة عمورية في (17 رمضان 223 هـ - 12 أغسطس 838 م)، وتكاثر المسلمون في المدينة وهم يكبرون ويهللون، وتفرَّقت الروم عن أماكنها، فجعل المسلمون يقتلونهم في كل مكان، ولم يبقَ في المدينة موضعٌ محصَّنٌ سوى المكان الذي يجلس فيه نائبها مناطس، وهو حصن منيع، فركب المعتصم فرسه، وجاء حتى وقف بحذاء الحصن، فناداه المنادي: ويحك يا مناطس! هذا أمير المؤمنين واقف تجاهك. فقالوا: ليس بمناطس ههنا مرتين. فرجع الخليفة ونصب السلالم على الحصن، وطلعت الرسل إليه، وقالوا له: ويحك! انزل على حكم أمير المسلمين. فتمنَّع، ثم نزل متقلدًا سيفه، فوضع السيف في عنقه، ثمَّ جيء به حتى أُوقف بين يدي المعتصم، فضربه بالسوط على رأسه، ثمَّ أمر به يمشي إلى مضرب الخليفة مهانًا.

### حرب الكنيسة
حُشر أهل عمورية في كنيسة لهم هائلة ففتحها الجيش الإسلامي قسرا وقتلوا من فيها بعد ان رفضوا التسليم ورفضوا الاستسلام وأحرقوا عليهم باب الكنيسة فاحترقت ومات جميع من كان فيها.

### القبض على مناطس
تمكن الجيش الإسلامي من القبض على مناطس، وسيق أسيرا للمعتصم

### الغنائم
أخذ المسلمون من عمورية أموالًا لا تحد وسبيٌ كثير، وأمر المعتصم بإحراق ما بقي من ذلك، وبإحراق ما هنالك من المجانيق والدبابات وآلات الحرب لكي لا يتقوى بها البيزنطيون مرة أخرى، ثم انصرف المعتصم راجعًا إلى ناحية طرسوس وكان مكث في عمورية بعد سقوطها 25 يومًا وكان بين تلك الغنائم أبواب حديدية ضخمة للمدينة، نقلها المعتصم في البداية إلى سامراء، حيث تم تثبيتها على مدخل قصره، ومن هناك نقلت إلى الرقة حتى أمر سيف الدولة الحمداني بنقلها إلى باب قنسرين أحد أبواب عاصمته حلب عام	353 هـ الموافق 964 م .

## إشارات المصادر الغربية
- أغلب السبي والأسارى رجعوا لأهلهم بعد حملة تبادل أسرى في عام 226 هـ الموافق 841 م المثير أن المصادر الإسلامية لم تُشر لهذه الصفقة على الإطلاق.
- تزعم المصادر الغربية أن ما يقارب من 42 شخص من كبار أهل عمورية قيدوا لسامراء عاصمة الخلافة العباسية آنذاك (أنشأها المعتصم وجعلها عاصمة للخلافة) وأُعدموا بعد سنوات لرفضهم اعتناق الإسلام وأصبحت تعرف عندهم بقصة شهداء عمورية الـ42، ولم تُشر لذلك المصادر العربية على الإطلاق.

## ما بعد المعركة

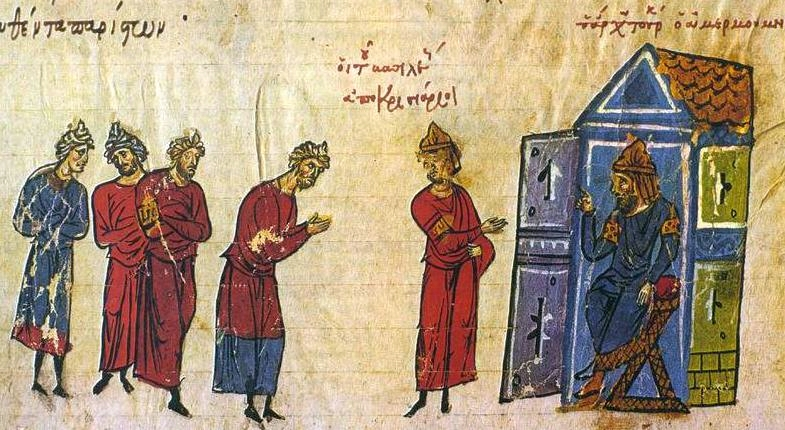
رسمة توضح مقدم السفير البيزنطي للمعتصم.

- توفيل مرض مرضا شديدا بعد هذه الهزيمة وعلى الرغم من أنه تحسن بعد ذلك إلا أن صحته تدهورت حتى توفي بعد ذلك بثلاث سنوات، المؤرخون البيزنطيون عزوا وفاته قبل أن يبلغ الثلاثين إلى حزنه الشديد على سقوط عمورية مسقط رأسه.[16][17]
- سقوط عمورية ألهم الكثير من الأدباء البيزنطيين فنُسجت الكثير من القصص والأغاني كأغنية عمورية (بالإغريقية:Ἄσμα τοῦ Ἀρμούρη).[18]
- نظم أبو تمام قصيدته الشهيرة وهي ظاهرة في (الإطار الأيمن).
- بُنيت أنقرة من جديد وكذلك عمورية بعد هذه المعركة لكنها لم تسترد بريقها السابق.
- تُشير بعض المصادر أن المعتصم كان قد عزم على التوجه إلى القسطنطينية لكن ثورة ابن أخيه العباس بن المأمون عليه جعلته يتراجع عن هذه الخطوة.
- أرسل توفيل بن ميخائيل رسوله الثاني إلى المعتصم حاملا الهدايا وخطاب اعتذار، وعرض من توفيل للمعتصم بتقديم 20,000 باوند بيزنطي حوالي 6,500 كيلوغرام من الذهب وإطلاق سراح جميع العرب المحتجزين لدى البيزنطيين مقابل استرداد عمورية. رفض المعتصم الفدية، وقال إن الحملة وحدها قد كلفته أكثر من 100,000 باوند بيزنطي أو 32500 كليلوغرام ذهب وهو ما يعادل ثمانية ملايين دينار عباسي.

## الآثار بعد المعركة على الإمبراطورية البيزنطية

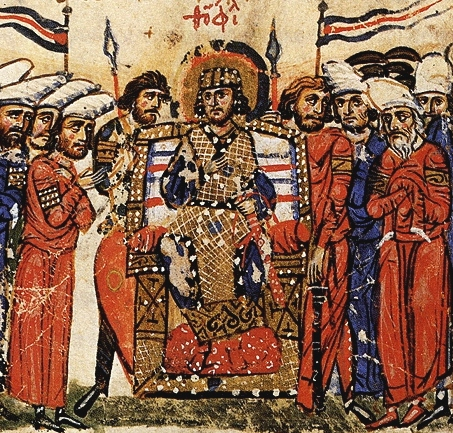
حاشية الإمبراطور ثيوفيلوس ، يخففون عنه بعد تدمير المدينة التي كانت مهد سلالته.

- كان هذا الانتصار للخلافة العباسية ذا ثقل على نفس توفيل لا سيما وأن عائلته ومسقط رأسه (حسب بعض المصادر) في عمورية.[19]
- كان لهذه المعركة تأثير واضح في الأدب البيزنطي.
- لم يحصل انهيار تام للإمبراطورية البيزنطية فقد استعادت عافيتها بعد ذلك بسنوات فابن كثير أورد أنه في حوادث عام 249 هـ الموافق 863 م (أي بعد 26 سنة من معركة عمورية) الآتي: «"في يوم الجمعة للنصف من رجب، التقى جمع من المسلمين وخلق من الروم، بالقرب من ملطية، فاقتتلوا قتالا شديدا، قتل من الفريقين خلق كثير ، وقتل أمير المسلمين عمر بن عبيد الله بن الأقطع، وقتل معه ألفا رجل من المسلمين ، وكذلك قتل علي بن يحيى الأرمني، وكان أميرا في طائفة من المسلمين أيضا ، فإنا لله وإنا إليه راجعون . وقد كان هذان الأميران من أكبر أنصار الإسلام"»".[20]
- على الصعيد الديني حصلت بعض التغييرات تجاه تحطم الأيقونات فقد كانوا يعتقدون أنهم بسبب تحطيمها كانوا يجب أن ينالوا توفيق الله لكنهم مُنوا بهذه الهزيمة فرجعوا لما كانوا عليه.

## مؤلفات عن المعركة
- معركة عمورية، تأليف الدكتور صالح الأشتر.

## رابط خارجي لمشروع حفريات في عمورية باللغة الإنجليزية
- The Amorium Excavations Project – 25 Years of Archaeology: 1987-2012 نسخة محفوظة 22 يوليو 2012 على موقع واي باك مشين.| - ع - ن - ت حروب الدولة العباسية | - ع - ن - ت حروب الدولة العباسية                                                                                                                                                                                                                                                                                                                                                                                                                                                                                                                                                                                                                                                                                                                                                                                                                                                                                                                                                                                                                                                                                                                                                                                                                                                                                                                                                                                                                                                                                                                                                                                                                                                                                                                                                                                                                                                                                                                                                                                                                                             |
| -------------------------------- | --- |
| التنظيم                          | - أمير الأمراء - راية العقاب |
| التشكيلات العسكريَّة               | - العرب - الخُراسانيَّة - الموالي - الأبناء - العبَّاسية - الأتراك - المغاربة - الشاكريَّة - الفراغنة - الإشتاخنيَّة - الحُجريَّة |
| المعارك العسكريَّة                 | \| القرن 8 \| - أبُو العبَّاس السَّفَّاح - وقعة الجُمعة (748) - فتح طوس (749) - فتح أصبهان (749) - حصار واسط (749-750) - معركة الزَّاب (750) - معركة مرج الأجم (750) - معركة نهر طلاس (751) - ثورتا جبل لبنان (752 و759 م) - أبُو جعفر المنصُور - ثورة سُنباذ (755) - فتح طبرستان (758-759) - حملة إفريقية (761) - معركة تاورغاء (761) - ثورة العبيد (763) - ثورة العلويين (762-763) - ثورة أستاذ سيس (768) - معركة جبل نفوسة (771) - معركة باغريواند (775) - مُحمَّد المهدي - حملة آسيا الصُّغرى (782) - انتفاضة طبرستان (785-781) - مُوسى الهادي - موقعة فخ (785) - هارُون الرَّشيد - معركة كوبيداندون (788) - انتفاضة طبرستان (801-805) \| \| القرن 9 \| - هارُون الرَّشيد - معركة كراسوس (804) - حملة آسيا الصُّغرى (806) - عبد الله المأمُون - ثورة الزَّط (810-833) - ثورة مُحمَّد بن جعفر الصَّادق (814) - ثورة أبُو السَّرايا الشيباني (815) - ثورة نصر بن شبث العُقيلي (813-825) - ثورة بابك الخُرَّمي (816-833) - ثورةُ قُم (825) - حملة آسيا الصُّغرى (830) - حملة آسيا الصُّغرى (831) - ثورة البشموريين (831-832) - المُعتصم بالله - ثورة الزَّط (833-835) - ثورة بابك الخُرَّمي (833-838) - معركة أنزن (838) - معركة عمُّوريَّة (838) - الواثق بالله - وقعة همذان (843) - معركة موروبوتاموس (844) - حملة بُغا الكبير على نجد ونواحيها (842-848) - المُتوكل على الله - ثورة حمص (854-855) - المُستعين بالله - معركة لالاكيون (863) - ثورة حمص (864-865) - المُهتدي بالله - ثورةُ الزَّنج (869-870) - معركة المراكب - المُعتمد على الله - ثورةُ الزَّنج (870-883) - معركة البصرة (871) - معركة دير العاقول (876) - معركة مكة (883) - وقعةُ الطواحين (885) \| \| القرن 10 \| - المُكتفي بالله - معركة حماة (903) - المُقتدر بالله - الغزو القرمطي للعراق - هجوم البصرة (923) - الغارَّة القرمطيَّة على الحُجَّاج (924) - هجوم مكَّة (930) - معركة بغداد (932) - المُستكفي بالله - معركة بغداد (946) - نُفوذ بُويهي (945–1055) \| \| القرن 11 \| - نُّفوذ سلجوقي (1055–1157) \| \| القرن 12 \| - المُسترشد بالله - معركة المباركة (1123) - الرَّاشد بالله - حصار بغداد (1136) - المُقتفي لأمر الله - حصار بغداد (1157) - النَّاصر لدين الله - هجوم البصرة (1192) \| \| القرن 13 \| - المُستنصر بالله - سقوط أربيل (1236) - المُستعصم بالله - سُقوط بغداد (1258) \| |
| صراعات أهليَّة                     | - ثورة عبد الله بن علي (754) - الفتنة الرَّابعة بين الأمين والمأمُون - معركة الرَّي (811) - حصار بغداد (812–813) - ثورة إبراهيم بن المهدي (817-819) - محاولة انقلاب العبَّاس بن المأمُون (838) |
| بوابة الدولة العباسية            | |
| القرن 8                          | - أبُو العبَّاس السَّفَّاح - وقعة الجُمعة (748) - فتح طوس (749) - فتح أصبهان (749) - حصار واسط (749-750) - معركة الزَّاب (750) - معركة مرج الأجم (750) - معركة نهر طلاس (751) - ثورتا جبل لبنان (752 و759 م) - أبُو جعفر المنصُور - ثورة سُنباذ (755) - فتح طبرستان (758-759) - حملة إفريقية (761) - معركة تاورغاء (761) - ثورة العبيد (763) - ثورة العلويين (762-763) - ثورة أستاذ سيس (768) - معركة جبل نفوسة (771) - معركة باغريواند (775) - مُحمَّد المهدي - حملة آسيا الصُّغرى (782) - انتفاضة طبرستان (785-781) - مُوسى الهادي - موقعة فخ (785) - هارُون الرَّشيد - معركة كوبيداندون (788) - انتفاضة طبرستان (801-805) |
| القرن 9                          | - هارُون الرَّشيد - معركة كراسوس (804) - حملة آسيا الصُّغرى (806) - عبد الله المأمُون - ثورة الزَّط (810-833) - ثورة مُحمَّد بن جعفر الصَّادق (814) - ثورة أبُو السَّرايا الشيباني (815) - ثورة نصر بن شبث العُقيلي (813-825) - ثورة بابك الخُرَّمي (816-833) - ثورةُ قُم (825) - حملة آسيا الصُّغرى (830) - حملة آسيا الصُّغرى (831) - ثورة البشموريين (831-832) - المُعتصم بالله - ثورة الزَّط (833-835) - ثورة بابك الخُرَّمي (833-838) - معركة أنزن (838) - معركة عمُّوريَّة (838) - الواثق بالله - وقعة همذان (843) - معركة موروبوتاموس (844) - حملة بُغا الكبير على نجد ونواحيها (842-848) - المُتوكل على الله - ثورة حمص (854-855) - المُستعين بالله - معركة لالاكيون (863) - ثورة حمص (864-865) - المُهتدي بالله - ثورةُ الزَّنج (869-870) - معركة المراكب - المُعتمد على الله - ثورةُ الزَّنج (870-883) - معركة البصرة (871) - معركة دير العاقول (876) - معركة مكة (883) - وقعةُ الطواحين (885) |
| القرن 10                         | - المُكتفي بالله - معركة حماة (903) - المُقتدر بالله - الغزو القرمطي للعراق - هجوم البصرة (923) - الغارَّة القرمطيَّة على الحُجَّاج (924) - هجوم مكَّة (930) - معركة بغداد (932) - المُستكفي بالله - معركة بغداد (946) - نُفوذ بُويهي (945–1055) |
| القرن 11                         | - نُّفوذ سلجوقي (1055–1157) |
| القرن 12                         | - المُسترشد بالله - معركة المباركة (1123) - الرَّاشد بالله - حصار بغداد (1136) - المُقتفي لأمر الله - حصار بغداد (1157) - النَّاصر لدين الله - هجوم البصرة (1192) |
| القرن 13                         | - المُستنصر بالله - سقوط أربيل (1236) - المُستعصم بالله - سُقوط بغداد (1258) |